# Ashtanga vinyasa-yoga
Ashtanga vinyasa-yoga är en utbredd och dynamisk form av hathayoga, som går tillbaka på yogin Tirumalai Krishnamacharya (1888–1989), vars elev Krishna Pattabhi Jois (1915–2009) vidareutvecklade yogaformen och senare gjorde den känd över hela världen. 
I Ashtanga vinyasa-yogan ingår samtliga åtta delar av ashtanga-yogan, som först beskrevs i Patanjalis Yoga sutra för cirka 2 000 år sedan.
Ashtanga betyder "åtta-lemmar/hörn". Enligt Jois uppfattas dessa i praktiken som Ashtanga vinyasa-yoga.

## Historia
Under perioden 1916–1924 studerade och tränade Krishnamacharya med sin guru Yogeshwara Ramamohana Brahmachari i Himalaya. Enligt den delvis mytomspunna historien ska han där ha lärt sig många hundra, kanske över tusen, kroppsställningar (beroende på hur många variationer man räknar). Krishnamacharya ska även ha blivit tillsagd att leta reda på en skrift vid namn Yoga Koruntha, författad av en (numera okänd) Rishi Vamana (ungefär samtida med Patanjali). Vamana anges vara nedtecknare eller författare av den ursprungliga "instruktionsmanualen" till Ashtanga vinyasa-yogan (praktiken). Yoga Koruntha sägs ha bestått av två delar: 
- Patanjalis Yoga sutra med Vyasas kommentarer (teorin)
- Vinyasa-systemet med bandha, drishti, ställningar, mudror, andningstekniker och terapeutiska effekter

Mer sannolikt har Krishnamacharya själv, eller  tillsammans med sina studenter från och med 1920-talet, satt ihop större delen av metodologin vad gäller asana utifrån erfarenhet, experimenterande, studier, praktik, och med influenser från flera olika håll (exempelvis gymnastik och texter som Shiva Samhita och Gheranda Samhita).
Metoden (en levande tradition) har genomgått en del förändringar också efter att Jois skrev Yoga Mala 1958–1961.
Väsentligt då man utövar denna form av yoga, är anpassningen till elevens individuella förutsättningar, behov, ambitioner och personliga stil.

### Tradition (parampara) och skola
Vid 12 års ålder (mars 1927) bevittnade Pattabhi Jois en föreläsning och demonstration om yoga av Krishnamacharya i Hassans kommunhus, i Mysoreområdet i Indien. Kort därpå blev Jois hans student. Jois stannade i Mysore, där han själv blev yogalärare vid Mysorepalatsets sanskrit-högskola från 1937 till 1973. Han fortbildade sig bland annat i Vedanta 1956.  
Med hjälp av sina elever startade Jois Ashtanga Yoga Research Institute 1948. 
Efter 'Gurujis' död 2009 är det hans dotterson, Sharath Rangaswamy, som leder Ashtanga vinyasa-yogans huvudskola, Shri K Pattabhi Jois Ashtanga Yoga Institute (KPJAYI), som ligger i stadsdelen Gokulam.

### Spridning utanför Mysore (Indien)
År 1964 tränade belgaren André van Lysebeth asana med Jois och lärde sig de första två serierna (av totalt sex), varefter han skrev en bok. I boken framgick Jois adress vilket gjorde att fler västerlänningar (till en början främst amerikaner) i början av 1970-talet hittade till den lilla yogashalan (skolan) som fram till 2002 låg i Lakshmipuram, i närheten av palatset i Mysore. 
Efter att Pattabhi och hans son Manju besökte Encinitas i Kalifornien, USA 1975  började yogaformen spridas allt mer. 
I Sverige finns yogaskolor/studior med en del Ashtanga vinyasa-yoga på schemat i större delen av landet. 
Metoden praktiseras i nästan alla världsdelar.

## Särdrag
Utmärkande för Ashtanga vinyasa-yoga är främst asana-träningen och andningsteknikerna. Bland annat Jois anser  inte att det är helt nödvändigt att göra, koncentrations- och meditationsövning (pranayama) för sig — om man inte har ett individuellt behov av att förlägga dessa delar utanför asana-övningen.
Ashtanga vinyasa-yoga ska ha utvecklats med tanke på yrkesarbetande som inte har tid att ägna sig åt yoga hela dagarna, utan bara hinner med ett par timmar om morgonen.
Ett annat kännetecken är den så kallade Mysorestilen; där man lär ut yoga i mindre grupper (om det inte finns ytterligare assisterande lärare) och där deltagarna gör sina övningar, helt i sin egen takt, medan läraren går runt och hjälper till där det behövs. En fördel med detta är att alla inte behöver börja eller sluta exakt samtidigt. Dessutom kan alla nivåer av elever vara med och få ut mesta möjliga av sessionen.

### Asana
Anledningen till att man börjar med asana i Ashtanga vinyasa-yoga (den tredje delen av Patanjalis åtta grenar) är att det, enligt Jois, behövs: 
- ett balanserat psyke
- starka nerver
- en sund kropp

för att gå djupare in i yogans moralfilosofi (yama och niyama), vilket sker successivt under asana-träningen. Asana-träning rekommenderas starkt inför övergången till att även ägna sig åt mer avancerad pranayama-träning. När även pranayama-träning inkluderas i de dagliga yogapassen utökas passen med cirka 45 minuter. Detta som ett tillägg till den asana-träning som redan ingår om 1,5–2,5 timmar. Längden på asana-träningen beror på vilken eller vilka sittande serier som görs, hur långt man har kommit och i vilken takt man andas.

### Andningstekniker
Andningsteknikerna övas både tillsammans med –  och separat från – asana-träningen. Andningsteknikerna utgår från ett flertal olika serier som är lika specifika för metoden som asana-serierna. Dessa bör enbart läras ut av en erfaren lärare till elever som åtminstone behärskar hela första asana-serien riktigt väl (helst även den andra serien, enligt vad som rekommenderas).
För många människor kan också första serien vara alldeles tillräckligt, medan även den andra serien (se nedan) medför många välgörande fördelar i studentens utveckling.
Enligt traditionen (i Mysore) görs även den första serien som ledd klass på fredagar.

## Ashtanga (åtta delar)
Grunden i ashtangayoga är en universell etik. Patanjali-yogans första del är därför inte ställningar eller meditation utan den moraliska disciplinen (yama), och praktiserandet av denna etik inkluderar fem viktiga moraliska förpliktelser som kan anses tillhöra alla stora religioner. Tillsammans utgör de 'det stora löftet' (mahavrata), som enligt Yoga Sutra (II:31) är giltigt oavsett plats, tid, omständighet eller en persons särskilda sociala status.
- Yama: etiska regler gentemot andra varelser
  - Ahimsa (icke-våld)
  - Satya (sanningsenlighet)
  - Asteya (att inte stjäla)
  - Brahmacharhya (klok användning av sexuell energi; sexuell återhållsamhet)
  - Aparigraha (att inte roffa åt sig; ogirighet)
- Niyama: 'livsstilen' eller yogins egna levnadsregler
  - Shaucha (renhet; bahir-yttre, antah-inre)
  - Santosha (förnöjsamhet, glädje)
  - Tapas (disciplin, att göra sina övningar, äta ren och enkel föda, osv)
  - Svadhyaya (självstudier och självrannsakan med hjälp av yoga-texter och mantran)
  - Ishvarapranidhana (att helt överlämna sig åt sin gud/tro)

(Tapas, Svadhyaya och Ishvarapranidhana kallas även “Kriya Yoga” (yogasutra II:1))
- Asana: 'säte', kroppställningar
- Pranayama: andningskontroll; genom andningen kontrolleras sinnena
- Pratyahara: sinneskontroll; att vända uppmärksamheten inåt
- Dharana: koncentration (ostörd fokusering); [Dharana + Dhyana + Samadhi = Samyama]
- Dhyana: meditation; koncentration övergår i meditation, och meditation i samadhi
- Samadhi: djup meditation; att få tag i helheten, i ett tillstånd av total harmoni och bortkoppling av intellektet[17]

### Asana-träningen
Rätt praktiserad, och efter mycket idog träning, sätter denna metod igång ett harmoniskt samspel mellan andning (pranayama), kroppsställningar (asana) och blickfokusering (drishti) — dessa tre tillsammans kallas tristhana (tre saker att rikta sin uppmärksamhet mot) — som syftar till att uppnå en meditativ yoga-övning i rörelse. I metoden ingår nämligen det som kallas vinyasa (en synkroniserad samverkan mellan andning och rörelse), där solhälsningarna är grunden och även används som transition in och ut ur de fasta ställningarna som hålls ett visst antal andetag (vanligen minst fem). Därvid är det av utomordentligt stor vikt att använda sig av de tekniker som benämns bandha (s.k. energilås som är intimt förknippade med andningen), särskilt moola-bandha och uddiyana-bandha (dessa ger en sammanhållning och ett lyft i kroppens kärna från underlivet och uppåt, vilket ger ökad styrka, balans och smidighet), samt god anatomisk 'linjering' (ställningens eftersträvade yttre ideala form i kroppens alla delar) — för att kunna utföra alla kroppsställningar och vinyasor på ett säkert och effektivt sätt. Varje asana innehåller ett visst antal vinyasor (transitioner/faser) som utförs endera under inandning eller utandning, när man förflyttar sig in och ut ur den kroppsposition som ger den dess namn. Själva ställningen i sig (med ett visst antal in- och utandningar) kallas asana-stithi.
Andningen är det mest centrala, och den teknik som används i alla ställningarna (utom shavasana) kallas 'fri andning' (med ljud) eller ujjayi-andning. Andningen, kroppslåsen och vinyasa-förflyttningarna gör att värme genereras, och inte sällan en ansenlig mängd svett. Ställningarna utförs alltid enligt samma förutbestämda mönster, i exakta sekvenser, som lärs in allteftersom nya ställningar behärskas; vilket gör att man får lättare att koncentrera sig (när allt är väl inlärt) och man vänder uppmärksamheten alltmer inåt.
Sekvensmönstret i asana är:
1. Solhälsningar (med föregående öppningsmantra[23])
2. Stående ställningar
3. En av sex serier, 'sittande' ställningar
4. Bakåtböjningar (och ev. handstående)
5. Inverterade och avslutande ställningar

När man har lärt sig hela första serien tillräckligt väl, adderas ställningarna från den andra serien, en efter en — tills ungefär en och en halv serie sittande/liggande ställningar som mest ingår. Detta kräver även en rad assisterade bakåtböjningar, stående och tar två timmar i anspråk, varför denna metod inte är för alla. Vanligen utövas hela eller halva ettans, och i vissa fall endast halva tvåans serie. Alla ska dock göra någon slags bakåtböjning samt inversioner till slut, men dessa positioner anpassas så att de passar alla.
Det finns sex serier, av tre olika sorter:
1. Första serien (Yoga Chikitsa, yoga-terapi)
2. Andra serien (Nadi Shodana, nerv-rengörande)[24]
3. Avancerade ställningar i serie A, B, C, D (Sthira Bhaga, gudomlig stabilitet)[25]

En total nybörjare lär sig först bara solhälsningarna, och alla de grundläggande sakerna som nämnts ovan (andning, bandha, drishti, osv), och avslutar sittande med korslagda ben, eller benen uppåt,  och vila i ryggläge. Efter solhälsningen läggs till de stående positionerna, den fundamentala sekvens som alltid görs.